# Barnsjöområdet
Barnsjöområdet is een plaats (småort) in de gemeente Mölndal in het landschap Halland en de provincie Västra Götalands län in Zweden. De plaats heeft 197 inwoners (2005) en een oppervlakte van 38 hectare. Eigenlijk is Barnsjöområdet geen echte plaats, maar een aantal huizen vlak bij de meren Norra Barnsjön en Södra Barnsjön, deze huizen liggen wel zo dicht bij elkaar, dat ze aan de eisen voldoen die nodig zijn om als småort te worden gezien en om deze reden kan Barnsjöområdet dus als plaats worden gezien. De directe omgeving van Barnsjöområdet bestaat uit zowel landbouwgrond als bos en de grotere plaats Lindome ligt net ten westen van het dorp.